# Bjørn Paulson
Bjørn Paulson, född 21 juni 1923 i Bergen, död 14 januari 2008 i Skien, var en norsk friidrottare.
Paulson blev olympisk silvermedaljör i höjdhopp vid sommarspelen 1948 i London.